# John Feldmann
John Feldmann (29 giugno 1967) è un produttore discografico, cantante e chitarrista statunitense, membro fondatore del gruppo musicale ska punk Goldfinger.
Come produttore Feldmann ha lavorato con artisti quali Good Charlotte, One Ok Rock, Escape the Fate, The Used, All Time Low e The Red Jumpsuit Apparatus. Ha inoltre contribuito alla realizzazione di alcune raccolte correlate ad artisti ed eventi punk.

## Biografia
Feldmann inizia ad appassionarsi alla musica all'età di 13 anni. Nel 1988, a Los Angeles, forma la band Electric Love Hogs, di cui fa parte anche il futuro bassista dei Goldfinger Kelly Lemieux. Gli altri due membri del gruppo sono Dave Kushner (ora chitarrista dei Velvet Revolver) e Bobby Hewitt (sino al 2004 batterista degli Orgy). I quattro firmano nel 1990 il loro primo contratto con la Polydor e, nel 1992, pubblicano il loro primo album, omonimo. Questo è l'unico lavoro la band realizza, poiché nel 1993 decidono di sciogliersi. Nel 1994 John fa la conoscenza di Simon Williams, e con questi decide di fondare i Goldfinger, a cui si aggiungeranno il chitarrista Charlie Paulson e il batterista Darrin Pfeiffer. Nel 1998 Williams lascia la band, e Feldmann chiama il suo vecchio compagno di band negli Electric Love Hogs, il bassista Kelly Lemieux, per sostituirlo. Con i Goldfinger Feldmann otterrà una grande notorietà nella scena ska punk statunitense e inizierà a lavorare anche come produttore, producendo quasi tutti gli album della band. Nel 1996 produce il secondo album di debutto dei Reel Big Fish, per poi continuare con Mest, Good Charlotte, The Used, The Veronicas e molti altri.

## Discografia

### Con i Goldfinger
Album in studio
- 1996 – Goldfinger
- 1997 – Hang–Ups
- 2000 – Stomping Ground
- 2002 – Open Your Eyes
- 2005 – Disconnection Notice
- 2008 – Hello Destiny
- 2017 – The Knife

Live
- 1999 – Darrin's Coconut Ass: Live from Omaha
- 2001 – Foot in Mouth

Raccolte
- 2005 – The Best of Goldfinger

### Con gli Electric Love Hogs
- 1992 – Electric Love Hogs